# Rubens Galaxe
Rubens Márcio Cordeiro Galaxe, ou simplesmente Rubens Galaxe (Campos dos Goytacazes, 29 de Setembro de 1952), é um ex-futebolista e ex-treinador brasileiro. Jogou em diversas equipes brasileiras. Pelo Fluminense, atuou em 462 partidas, sendo o sexto maior jogador em número de jogos pelo tricolor.

## Títulos
- Campeonato Carioca: 1971,1973,1975,1976 e 1980
- Taça Guanabara: 1975
- Torneio de Paris: 1976
- Taça Amadeu Rodrigues Sequeira (3° turno Campeonato Carioca): 1976
- Torneio Viña del Mar: 1976
- Torneio Teresa Herrera: 1977
- Copa Governador Faria Lima: 1977
- Copa Vale do Paraíba: 1977